# Shannon Briggs
Shannon Briggs (New York, 4 dicembre 1971) è un pugile, ex kickboxer e attore statunitense.
Soprannominato "The Cannon", è stato campione WBO dei pesi massimi dal 2006 al 2007. Detiene il record per il maggior numero di KO realizzati al primo round nella storia della categoria, con trentasette successi alla prima ripresa.

## Biografia
Nato nel distretto newyorkese di Brooklyn, è cresciuto nel quartiere di Brownsville, lo stesso dove trascorse l'infanzia Mike Tyson, per un periodo della sua adolescenza non ebbe una casa in cui vivere e durante l'infanzia gli fu diagnosticato l'asma. Sua madre morì per un'overdose di eroina il 4 dicembre 1996, il giorno del suo venticinquesimo compleanno.
Si appassionò alla boxe all'età di diciassette anni: dopo aver vinto i Golden Gloves a New York, nel 1991 partecipò ai Giochi Panamericani perdendo in finale contro Félix Savón e conquistando quindi l'argento. L'anno successivo vinse il campionato nazionale dei dilettanti e decise di passare al professionismo.

## Carriera
Briggs riuscì a rimanere imbattuto per i suoi primi venticinque incontri subendo la sua prima sconfitta solo nel 1996, quando fu battuto in tre riprese da Darroll Wilson. Il 22 novembre 1997, ad Atlantic City, affrontò il leggendario campione George Foreman sconfiggendolo ai punti per decisione non unanime in un discusso match e diventando il campione del mondo dei pesi massimi per la WBA e la IBF; incapace di mandarlo KO, il vecchio campione riuscì comunque a rompere il naso di Briggs.
L'incontro seguente, disputatosi il 28 marzo 1998, segna per Briggs la perdita del titolo contro Lennox Lewis, già campione WBC, venendo sconfitto per KO tecnico alla quinta ripresa. Negli anni seguenti ha cominciato a praticare anche la Kickboxing, alternandola alla boxe ma senza combattere contro avversari di grande livello; si ricorda però la vittoria contro Ray Mercer, messo KO alla settima ripresa nell'agosto 2005.
Il 4 novembre 2006 ha sconfitto Sergei Liakhovich per KO tecnico al dodicesimo round, vincendo la versione WBO del titolo mondiale. Il 10 marzo 2007 avrebbe dovuto affrontare Sultan Ibragimov per la difesa del titolo, ma poche settimane prima dell'incontro Briggs è stato colpito dalla polmonite e il match è stato rinviato. Il 2 giugno si è battuto con Ibragimov, perdendo ai punti dopo dodici riprese e lasciando il titolo.
Il 16 ottobre 2010, ad Amburgo, ha affrontato Vitali Klitschko per il titolo WBC: pur perdendo solo ai punti, Briggs ha subìto una dura lezione e ha riportato anche alcune fratture. In seguito a questa sconfitta il 22 ottobre ha annunciato il suo ritiro dal pugilato.
Nei primi mesi del 2014 annuncia il suo ritorno alla boxe e nel corso dell'anno combatté in ben sei occasioni, seppur contro avversari poco quotati, trionfando in tutti gli incontri disputati. Successivamente è diventato famoso in rete grazie al suo grido di battaglia "Let's go Champ!" con il quale sfida ossessivamente i detentori del titolo mondiale Volodymyr Klyčko e David Haye in ogni occasione, giungendo addirittura a perseguitarli alle conferenze stampa, in palestra e al ristorante. I video di questi incontri sono diventati virali su YouTube. 

## Record professionale
| N. | Risultato | Record     | Avversario           | Metodo | Round         | Data         | Luogo                                   | Note |
| -- | --------- | ---------- | -------------------- | ------ | ------------- | ------------ | --------------------------------------- | --- |
| 68 | Vittoria  | 60–6–1 (1) | Emilio Zarate        | KO     | 1 (10), 2:20  | 21 mag. 2016 | Londra, Inghilterra                     | |
| 67 | Vittoria  | 59–6–1 (1) | Michael Marrone      | KO     | 2 (10), 2:52  | 5 set. 2015  | Hollywood, Stati Uniti d'America        | |
| 66 | Vittoria  | 58–6–1 (1) | Zoltan Petranyi      | KO     | 1 (10), 1:52  | 27 mar. 2015 | Panama City, Stati Uniti d'America      | |
| 65 | Vittoria  | 57–6–1 (1) | Richard Carmack      | KO     | 1 (10), 2:59  | 1 nov. 2014  | Lula, Stati Uniti d'America             | |
| 64 | Vittoria  | 56–6–1 (1) | Cory Phelps          | TKO    | 1 (10), 1:18  | 23 ago. 2014 | Winston-Salem, Stati Uniti d'America    | Mantiene il titolo WBA-NABA dei pesi massimi. Vince il vacante titolo WBC Latino interim dei pesi massimi.      |
| 63 | Vittoria  | 55–6–1 (1) | Raphael Zumbano Love | UD     | 12            | 28 giu. 2014 | Oklahoma City, Stati Uniti d'America    | Vince il vacante titolo WBA-NABA dei pesi massimi.                                                              |
| 62 | Vittoria  | 54–6–1 (1) | Matthew Greer        | TKO    | 1 (10), 0:27  | 17 mag. 2014 | New Cumberland, Stati Uniti d'America   | |
| 61 | Vittoria  | 53–6–1 (1) | Francisco Mireles    | KO     | 1 (10), 0:27  | 19 apr. 2014 | Carlton, Stati Uniti d'America          | |
| 60 | Vittoria  | 52–6–1 (1) | Maurenzo Smith       | KO     | 1 (10), 2:59  | 11 apr. 2014 | Tampa, Stati Uniti d'America            | |
| 59 | Sconfitta | 51–6–1 (1) | Vitali Klitschko     | UD     | 12            | 16 ott. 2010 | Amburgo, Germania                       | Per il titolo WBC dei pesi massimi.                                                                             |
| 58 | Vittoria  | 51–5–1 (1) | Rob Calloway         | TKO    | 1 (10), 1:38  | 28 mag. 2010 | Norfolk, Stati Uniti d'America          | |
| 57 | Vittoria  | 50–5–1 (1) | Dominique Alexander  | TKO    | 1 (10), 0:20  | 21 mag. 2010 | New York, Stati Uniti d'America         | |
| 56 | Vittoria  | 49–5–1 (1) | Rafael Pedro         | KO     | 1 (10), 0:28  | 13 apr. 2010 | Hollywood, Stati Uniti d'America        | Vince il vacante titolo WBC Latino dei pesi massimi.                                                            |
| 55 | NC        | 48–5–1 (1) | Marcus McGee         | KO     | 1 (8), 2:01   | 3 dic. 2009  | New York, Stati Uniti d'America         | Originariamente una vittoria per KO per Briggs, poi diventata un no contest dopo che fallì un test anti-doping. |
| 54 | Sconfitta | 48–5–1     | Sultan Ibragimov     | UD     | 12            | 2 giu. 2007  | Atlantic City, Stati Uniti d'America    | Perde il titolo WBO dei pesi massimi.                                                                           |
| 53 | Vittoria  | 48–4–1     | Siarhei Liakhovich   | TKO    | 12 (12), 2:59 | 4 nov. 2006  | Phoenix, Stati Uniti d'America          | Vince il titolo WBO dei pesi massimi.                                                                           |
| 52 | Vittoria  | 47–4–1     | Chris Koval          | RTD    | 3 (12), 3:00  | 24 mag. 2006 | New York, Stati Uniti d'America         | Mantiene i titoli WBA-NABA e WBO-NABO dei pesi massimi. Vince il vacante titolo USBA dei pesi massimi.          |
| 51 | Vittoria  | 46–4–1     | Dicky Ryan           | KO     | 4 (12), 2:37  | 18 mar. 2006 | Fort Smith, Stati Uniti d'America       | Vince il vacante titolo WBA-NABA e WBO-NABO dei pesi massimi.                                                   |
| 50 | Vittoria  | 45–4–1     | Luciano Zolyone      | KO     | 1 (12), 0:11  | 10 dic. 2005 | San Juan, Porto Rico                    | Vince il vacante titolo WBC FECARBOX dei pesi massimi.                                                          |
| 49 | Vittoria  | 44–4–1     | Brian Scott          | KO     | 1 (10), 1:10  | 26 nov. 2005 | Fort Smith, Stati Uniti d'America       | |
| 48 | Vittoria  | 43–4–1     | Ray Mercer           | KO     | 7 (10), 0:41  | 26 ago. 2005 | Hollywood, Stati Uniti d'America        | |
| 47 | Vittoria  | 42–4–1     | Abraham Okine        | TKO    | 3 (10), 0:54  | 10 giu. 2005 | Verona, Stati Uniti d'America           | |
| 46 | Vittoria  | 41–4–1     | Demetrice King       | TKO    | 2 (6), 1:49   | 3 mar. 2005  | New York, Stati Uniti d'America         | |
| 45 | Vittoria  | 40–4–1     | Jeff Pegues          | TKO    | 1 (10), 0:35  | 6 mar. 2004  | Verona, Stati Uniti d'America           | |
| 44 | Vittoria  | 39–4–1     | Wade Lewis           | TKO    | 3 (8)         | 28 ago. 2003 | North Charleston, Stati Uniti d'America | |
| 43 | Vittoria  | 38–4–1     | John Sargent         | TKO    | 1 (12), 0:17  | 19 lug. 2003 | Fort Lauderdale, Stati Uniti d'America  | Vince il vacante titolo IBU dei pesi massimi.                                                                   |
| 42 | Vittoria  | 37–4–1     | Marvin Hill          | TKO    | 1 (10), 0:33  | 27 mar. 2003 | Fort Lauderdale, Stati Uniti d'America  | |
| 41 | Sconfitta | 36–4–1     | Jameel McCline       | UD     | 10            | 27 apr. 2002 | New York, Stati Uniti d'America         | |
| 40 | Vittoria  | 36–3–1     | Reynaldo Minus       | KO     | 1 (8), 2:21   | 1 dic. 2001  | New York, Stati Uniti d'America         | |
| 39 | Vittoria  | 35–3–1     | Jason Waller         | TKO    | 1 (10), 0:37  | 19 ott. 2001 | Paradise, Stati Uniti d'America         | |
| 38 | Vittoria  | 34–3–1     | Russell Chasteen     | KO     | 1 (10), 2:55  | 7 apr. 2001  | Worley, Stati Uniti d'America           | |
| 37 | Vittoria  | 33–3–1     | Eric Curry           | KO     | 1 (10), 2:34  | 2 nov. 2000  | Worley, Stati Uniti d'America           | |
| 36 | Sconfitta | 32–3–1     | Sedreck Fields       | MD     | 8             | 27 apr. 2000 | New York, Stati Uniti d'America         | |
| 35 | Vittoria  | 32–2–1     | Warren Williams      | TKO    | 3 (10), 2:22  | 24 feb. 2000 | New York, Stati Uniti d'America         | |
| 34 | Pareggio  | 31–2–1     | Francois Botha       | MD     | 10            | 7 ago. 1999  | Atlantic City, Stati Uniti d'America    | |
| 33 | Vittoria  | 31–2       | Marcus Rhode         | TKO    | 1 (10), 2:55  | 8 dic. 1998  | New York, Stati Uniti d'America         | |
| 32 | Sconfitta | 30–2       | Lennox Lewis         | TKO    | 5 (12), 1:45  | 28 mar. 1998 | Atlantic City, Stati Uniti d'America    | Per il titolo WBC dei pesi massimi.                                                                             |
| 31 | Vittoria  | 30–1       | George Foreman       | MD     | 12            | 22 nov. 1997 | Atlantic City, Stati Uniti d'America    | |
| 30 | Vittoria  | 29–1       | Jorge Valdes         | RTD    | 9 (10), 3:00  | 24 giu. 1997 | Baton Rouge, Stati Uniti d'America      | |
| 29 | Vittoria  | 28–1       | Melton Bowen         | TKO    | 1 (10), 0:26  | 15 apr. 1997 | West Orange, Stati Uniti d'America      | |
| 28 | Vittoria  | 27–1       | Eric French          | TKO    | 2 (8), 2:23   | 21 feb. 1997 | Miami, Stati Uniti d'America            | |
| 27 | Vittoria  | 26–1       | Tim Ray              | KO     | 1 (10)        | 25 set. 1996 | Newark, Stati Uniti d'America           | |
| 26 | Sconfitta | 25–1       | Darroll Wilson       | TKO    | 3 (10), 2:17  | 15 mar. 1996 | Atlantic City, Stati Uniti d'America    | |
| 25 | Vittoria  | 25–0       | Calvin Jones         | TKO    | 1 (10), 0:54  | 15 dic. 1995 | New York, Stati Uniti d'America         | |
| 24 | Vittoria  | 24–0       | Sherman Griffin      | TKO    | 1 (10), 1:17  | 22 set. 1995 | Lewiston, Stati Uniti d'America         | |
| 23 | Vittoria  | 23–0       | Will Hinton          | TKO    | 1 (8), 1:50   | 25 ago. 1995 | Atlantic City, Stati Uniti d'America    | |
| 22 | Vittoria  | 22–0       | Marion Wilson        | PTS    | 8             | 24 mar. 1995 | West Orange, Stati Uniti d'America      | |
| 21 | Vittoria  | 21–0       | Craig Payne          | UD     | 8             | 13 gen. 1995 | Atlantic City, Stati Uniti d'America    | |
| 20 | Vittoria  | 20–0       | Mike Faulkner        | KO     | 2             | 21 ott. 1994 | Palm Springs, Stati Uniti d'America     | |
| 19 | Vittoria  | 19–0       | Mark Young           | TKO    | 8 (8), 2:06   | 26 ago. 1994 | Atlantic City, Stati Uniti d'America    | |
| 18 | Vittoria  | 18–0       | Exum Speight         | TKO    | 1             | 4 ago. 1994  | Ledyard, Stati Uniti d'America          | |
| 17 | Vittoria  | 17–0       | Jimmy Ellis          | TKO    | 1 (8), 0:35   | 12 mar. 1994 | Paradise, Stati Uniti d'America         | |
| 16 | Vittoria  | 16–0       | Mike Faulkner        | KO     | 6 (6), 1:46   | 20 feb. 1994 | Biloxi, Stati Uniti d'America           | |
| 15 | Vittoria  | 15–0       | Danny Wofford        | UD     | 6             | 9 dic. 1993  | New York, Stati Uniti d'America         | |
| 14 | Vittoria  | 14–0       | Tim Noble            | TKO    | 3 (6), 1:04   | 10 nov. 1993 | Atlantic City, Stati Uniti d'America    | |
| 13 | Vittoria  | 13–0       | Danny Blake          | PTS    | 6             | 10 lug. 1993 | Bushkill, Stati Uniti d'America         | |
| 12 | Vittoria  | 12–0       | Bruce Johnson        | TKO    | 1 (6), 1:36   | 22 mag. 1993 | Washington, Stati Uniti d'America       | |
| 11 | Vittoria  | 11–0       | Ron Gullette         | TKO    | 1 (6), 1:52   | 25 mar. 1993 | Atlantic City, Stati Uniti d'America    | |
| 10 | Vittoria  | 10–0       | Robert Pagan Perez   | KO     | 1             | 9 dic. 1992  | Newark, Stati Uniti d'America           | |
| 9  | Vittoria  | 9–0        | Rocky Bentley        | PTS    | 4             | 4 dic. 1992  | Bushkill, Stati Uniti d'America         | |
| 8  | Vittoria  | 8–0        | Rick Honeycutt       | TKO    | 1             | 21 nov. 1992 | Miami, Stati Uniti d'America            | |
| 7  | Vittoria  | 7–0        | Tony Simpson         | TKO    | 1             | 13 nov. 1992 | Revere, Stati Uniti d'America           | |
| 6  | Vittoria  | 6–0        | Donnie Penelton      | KO     | 1             | 29 ott. 1992 | Saint Paul, Stati Uniti d'America       | |
| 5  | Vittoria  | 5–0        | Juan Quintana        | TKO    | 3, 1:13       | 9 ott. 1992  | Tiverton, Stati Uniti d'America         | |
| 4  | Vittoria  | 4–0        | Greg Santos          | KO     | 1             | 19 set. 1992 | Troy, Stati Uniti d'America             | |
| 3  | Vittoria  | 3–0        | Ed Carlson           | KO     | 1 (4)         | 28 ago. 1992 | Lexington, Stati Uniti d'America        | |
| 2  | Vittoria  | 2–0        | Cedric Sims          | KO     | 1 (4)         | 6 ago. 1992  | Virginia Beach, Stati Uniti d'America   | |
| 1  | Vittoria  | 1–0        | John Basil Jackson   | KO     | 1 (4), 1:28   | 24 lug. 1992 | Catskill, Stati Uniti d'America         | |